# Система заслуг
Систе́ма заслу́г (от англ. merit system) — практика продвижения и найма правительственных служащих, основанная на их компетентности, а не на их политических связях. Является противоположностью системы добычи.
В США использовалась система добычи, пока в 1881 году не произошло убийство президента Гарфилда Шарлем Гито, безуспешно добивавшимся назначения на дипломатические посты. После этого в США развернулось движение за реформу государственной службы, и в 1883 году Конгресс принял Закон о гражданской службе, известный как закон Пэндлтона (Закон об организации Гражданской Службы), который сделал систему заслуг обычной практикой. Законом Пэндлтона вводились конкурсы и экзамены на замещение госдолжностей, запрещалось использование служебного положения в политических целях, чиновникам возбранялись побочные доходы; кроме всего прочего, на государственную службу запрещалось принимать алкоголиков. Первоначально действие закона распространялось на служащих таможни и почты в крупных городах общим числом 13 900 человек. Постепенно перечень расширялся и к 1901 году достиг 106 тыс. должностей.
В России в отношении значительной части сотрудников гос-службы формально преобладает (проводятся конкурсы) система карьерного продвижения по службе (т.е. система заслуг). Но, с точки зрения сторонников недружественных[прояснить] к России стран, для первых лиц руководства и их приближённых по части параметров[каким?] фактически работает  система добычи.